# Civilization IV: Beyond The Sword
Civilization IV: Beyond the Sword is het tweede uitbreidingspakket van de succesvolle videogame Civilization IV. Beyond The Sword is de opvolger van Warlords. De game werd uitgebracht in Noord-Amerika op 18 juli 2007 en in Europa op 30 juli 2007.

## Nieuwigheden
In Beyond The Sword zijn er veel vernieuwingen toegevoegd aan Civilization IV. Deze zijn:
- 10 Nieuwe Beschavingen
- 11 Nieuwe Scenarios
- 16 Nieuwe Leiders (Nederland is nu vertegenwoordigd.)
- Corporations: Ter vergelijking als religie. Het zorgt ervoor dat spelers "corporations" kunnen oprichten en verspreiden over de wereld. Iedere corporation heeft zijn eigen voordelen (In voedsel, handel of hamers)
- Spionage: Aanwezig in het beginspel, zorgt ervoor dat de speler zijn tegenstanders op verschillende manieren kan bespioneren (Zoals water vergiftigen, gebouwen vernietigen, enz.).
- Random Events: In het spel komen regelmatig "events" voor. Deze kunnen lopen van natuurrampen tot het helpen van een andere beschaving in voedselnood.